# Aun Arnasson
Aun Arnarson (n. 775) fue un caudillo vikingo, rey de Hordaland. Era hijo de Orn Hyrna Thorisson. Las crónicas contemporáneas le imputan la paternidad de dos hijos:
- Thorleiv Hvalaskuf Aunsson (n. 820), padre de Böðvar Þorleifsson, uno de los primeros colonos noruegos en Islandia.[3]
- Aslak Bifrakari Aunsson, rey de Voss.